# Anthony Ujah
Anthony Ujah, född 14 oktober 1990 i Ugbokolo, Nigeria, är en nigeriansk fotbollsspelare som spelar för Union Berlin. Han spelar också för Nigerias landslag.

## Karriär
Den 21 december 2017 återvände Ujah till Mainz 05, där han skrev på ett 3,5-årskontrakt. I juni 2019 värvades Ujah av Union Berlin, där han skrev på ett treårskontrakt.